# VR6-motor
VR6 er en 6-cylindret motor, sammensat af to 3-cylindrede rækkemotorer.
Denne motortype er indtil videre kun anvendt af Volkswagen i følgende modeller:
- Golf III, Vento og Passat: 2,8 L (2792 cm³), 12 ventiler, 128 kW (174 hk), 235 Nm (kode: AAA)
- Sharan: 2,8 L (2792 cm³), 12 ventiler, 128 kW (174 hk), 235 Nm (kode: AMY)
- Corrado: 2,9 L (2861 cm³), 12 ventiler, 140 kW (190 hk), 245 Nm (kode: ABV)
- T4: 2,8 L (2792 cm³), 12 ventiler, 103 kW (140 hk), 240 Nm (kode: AES)
- Golf 4 og Bora: 2,8 L (2792 cm³), 24 ventiler, 150 kW (204 hk), 265 Nm (kode: AQP, AUE, BDE)
- Passat: 3,2 L (3189 cm³), 24 ventiler, 184 kW (250 hk), 330 Nm (kode: AXZ)
- Passat 3,6 L (3597 cm), 24 ventiler, 220 kW (300 hk), 350 Nm (kode BWS)